# Fenestella (történetíró)
Fenestella (i. e. 1. század – 19 után) ókori római történetíró.

## Élete
Augustus és Tiberius korában alkotott. Annaleseiben, amelyeket Idősebb Plinius, Gellius, Plutarkhosz, Asconius Pedianus és Lactantius is többször említenek, a köztársaság történetét írta meg a császárság kezdetéig. A munka fő érdeme az volt, hogy komoly súlyt helyezett a kor jogi és művelődéstörténeti viszonyainak leírására. Csupán néhány töredékét ismerjük, a neve alatt fennmaradt „De sacerdotiis et magistratibus Romanorum" című munka a 15. században Firenzében élt Andrea Fiocchi hamisítványa.